# Petra Skoupilová
Petra Skoupilová (1. června 1944 Brno – 19. května 2023) byla česká fotografka.

## Život a tvorba
Vyučila se fotografkou, avšak pak řadu let nefotografovala. Od roku 1968 pracovala v Supraphonu, kde začala fotografovat koncerty populární hudby. Od sedmdesátých let portrétovala herce a zpěváky. V roce 1984 se stala fotografkou na volné noze a zabývala se fotografováním módy. Fotografovala rovněž ženské akty.

## Publikace
- SKOUPILOVÁ, Petra. Ženy / Les femmes / Women. Praha: KANT, 2004. ISBN 80-86217-71-X.